# Ojasti-Schlankbeutelratte
Die Ojasti-Schlankbeutelratte (Marmosops ojastii) ist eine Beuteltierart, die im Norden Südamerikas in der Cordillera de Mérida und im Küstengebirge von Venezuela (Cordillera de la Costa) und dem unmittelbar anschließenden Tiefland vorkommt. Die Art wurde erst im Jahr 2014 erstmals beschrieben und zu Ehren des venezolanisch-finnischen Zoologen Juhani Ojasti benannt.

## Beschreibung
Die beiden für die Erstbeschreibung untersuchten Typusexemplare hatten eine Kopfrumpflänge von 9 bis 9,7 cm und einen 13 bis 13,8 cm langen Schwanz. Das Gewicht wurde nicht ermittelt. Das Rückenfell ist hell rötlichbraun und die Haare in der Mitte des Rückens haben eine Länge von 8 bis 10 mm. Das Fell der Unterseite von Kinn bis in die Leistengegend und an den Innenseiten von Vorder- und Hinterbeinen ist weißlich. Graue Haarbasen im Fell der Körperseiten sind nicht vorhanden. Die Vorderpfoten sind auf ihrer Oberseite hell. Der Schwanz ist deutlich länger als die Kopfrumpflänge und nur undeutlich zweifarbig gefärbt.
Verglichen mit den in Kolumbien westlich bzw. östlich des Rio Magdalena vorkommenden Arten Cordillera-Schlankbeutelratte (Marmosops chucha) und Rio-Magdalena-Schlankbeutelratte (Marmosops magdalenae) ist die Ojasti-Schlankbeutelratte deutlich heller, wahrscheinlich etwas kleiner und hat einen längeren Schwanz relativ zur Kopfrumpflänge.

## Lebensraum
Die Ojasti-Schlankbeutelratte kommt von Tieflandregenwäldern bis in niedere Bergnebelwälder von Meeresspiegelhöhe bis in Höhen von 1850 Metern vor und lebt in Teilen oder im gesamten Verbreitungsgebiet sympatrisch mit der nah verwandten Carr-Schlankbeutelratte (Marmosops carri).

## Belege
1. 1 2 3 4  Juan F. Díaz-Nieto, Robert S. Voss: A Revision of the Didelphid Marsupial Genus Marmosops, Part 1. Species of the Subgenus Sciophanes. Bulletin of the American Museum of Natural History Number 402 :1-70. 2016, doi: 10.1206/0003-0090-402.1.1, Seite 52–56.
2. ↑  Franger J. García: Descripción de una nueva especie de comadrejita ratona del género Marmosops Matschie, 1916 (Didelphimorphia, Didelphidae). Therya, Vol. 5, núm. 3 (2014), doi: 10.12933/therya-14-209.